# سم لامرز
سم لامرز (انگلیسی: Sam Lammers؛ زادهٔ ۳۰ آوریل ۱۹۹۷) بازیکن فوتبال اهل هلند است که برای باشگاه رنجرز بازی می‌کند.

## دوران باشگاهی
قبل از اینکه لامرز در سال ۲۰۱۰ با PSV قرارداد امضا کند، او برای ویلم و VOAB، یک باشگاه فوتبال محلی از خویرله، بازی می کرد. اولین بازی او در فوتبال حرفه‌ای در ۱۰ اوت ۲۰۱۵ بود، زمانی که در لباس جونگ پی‌اس‌وی با باشگاه فوتبال گو اهد ایگلز روبرو شد.
لامرز اولین بازی خود را برای باشگاه فوتبال پی‌اس‌وی آیندهوون در ۲۱ سپتامبر در یک مسابقه جام حذفی فوتبال هلند مقابل رودا کرکراد انجام داد.
در سپتامبر ۲۰۲۰، لامرز به باشگاه حاضر در سری آ، آتالانتا پیوست. هزینه انتقال پرداخت شده به آیندهوون، ۹ میلیون یورو به اضافه ۲ میلیون یورو پاداش احتمالی گزارش شد. در ۴ اکتبر، او اولین گل خود را در پیروزی ۵-۲ مقابل کالیاری به ثمر رساند.
در سپتامبر ۲۰۲۱، لامرز به صورت قرضی برای یک فصل، بدون گزینه خرید، به آینتراخت فرانکفورت پیوست تا جایگزین آندره سیلوا شود که اینتراخت را به مقصد آربی لایپزیش ترک کرد.
در ۷ اوت ۲۰۲۲، لامرز به صورت قرضی یک فصل به باشگاه فوتبال امپولی در سری آ پیوست.